# Orlando Gough
Orlando Mathew Leslie Gough (/ˈɡɒf/; n. 24 august 1953, Brighton, Anglia, Regatul Unit) este un compozitor britanic, cunoscut ca autor de muzică pentru balet, dans modern și teatru. A colaborat, printre alții, cu Siobhan Davies⁠(d), Alain Platel⁠(d), Shobana Jeyasingh⁠(d) și Ashley Page⁠(d) de la The Royal Ballet⁠(d) din Londra. 

## Biografie
Orlando Gough s-a născut în 1953 și a urmat cursuri la Harrow School⁠(d) din Londra, făcând parte din echipa de cricket a școlii din 1969 până în 1970. A studiat matematica la Universitatea din Oxford, a lucrat ca profesor și a publicat manualul The Complete Advanced Level Mathematics (1987). Este căsătorit cu designera vestimentară Joanna Osborne,  coautoare a mai multor cărți de tricotat, și are doi fii: Daniel și Milo. De asemenea, are doi frați mai mari: arhitectul Piers Gough⁠(d) și Adam Jamie Gough, profesor universitar la Universitatea din Sheffield.
Muzica a fost pasiunea principală a lui Gough: el a fost un compozitor autodidact și a cântat la pian, la clape și la baterie. Gough a devenit cunoscut pentru prima dată pe scena muzicală britanică la începutul anilor 1980 în calitate de cofondator al ansamblului de muzică minimalistă The Lost Jockey, care a ființat între anii 1978 și 1982. Acest ansamblu a interpretat inițial creațiile unor compozitori de „muzică de sistem”, precum Steve Reich și Philip Glass, dar, cu toate acestea, a început în scurt timp să interpreteze compoziții proprii ale membrilor grupului, dintre care Gough a fost unul dintre cei mai activi. În concerte live (precum și într-o emisiune a postului BBC Radio) Gough a cântat la pian, claviatură și instrumente de percuție. În jurul anului 1983, ansamblul aflat în continuă creștere (și din ce în ce mai greu de administrat) a fost redus la un septet numit Man Jumping⁠(d), care a ființat între anii 1983 și 1987 și a interpretat mai multe compoziții ale lui Gough pe cele două albume lansate și aclamate de critici.
În 1998 a fondat, împreună cu compozitorul Richard Chew, corul The Shout, care a fost format, printre alții, din Carol Grimes⁠(d), Melanie Pappenheim⁠(d) și Manickam Yogeswaran⁠(d) și a câștigat în 2001 Premiul Time Out pentru artistul clasic al anului. Gough a compus muzică pentru balet, dans modern și teatru. Printre creațiile sale se numără Tall Stories (2001), compusă împreună cu Chew, un ciclu de cântece corale pe tema imigrației la New York la începutul secolului al XX-lea, precum și piesa de dans Just Add Water?, împreună cu coregrafa Shobana Jeyasingh⁠(d), pentru Royal Ballet⁠(d).
A susținut concertul portuar The Singing River, for 12 choirs, 18 boats, two cranes and a locomotive (Coregrafie pentru nave, macarale și cinci sute de cântăreți) cu ocazia ediției din 2005 a festivalului internațional Theater der Welt⁠(d), care a avut loc la Stuttgart, și a interpretat oratoriile The Most Beautiful Man From The Sea pentru Opera Națională Galeză și We Turned On The Light pentru festivalul de muzică clasică BBC Proms⁠(d). El a compus piesa pentru copii On the Rim Of The World la solicitarea caselor de operă britanice, o piesă de muzică corală pentru redeschiderea Royal Festival Hall⁠(d) din 2007, precum și muzica pentru ceremonia de închidere a evenimentului Stavanger – Capitală Culturală Europeană 2008, care a fost interpretată de 800 de membri ai corului. În ajunul Anului Nou din același an, el a interpretat compoziție proprie Raketensinfonie cu ocazia ceremoniei de deschidere a evenimentului Linz – Capitală Culturală Europeană 2009. Gough a compus muzica pentru o serie de filme, printre care The Wisdom of Crocodiles⁠(d) (1998, împreună cu John Lunn⁠(d)).
El a creat mai târziu și compoziții muzicale pentru operă, printre care The Mathematics of a Kiss (o operă TV scurtă din 1989, compusă împreună cu John Lunn⁠(d) din ansamblul Man Jumping), Critical Mass (interpretată în premieră în 2007 pe scena Operei din Almeida) și The Finnish Prisoner⁠(d) (interpretată în premieră în 2007 de o distribuție formată din membri ai Operei Naționale Finlandeze). Royal Opera House l-a angajat în 2010 să compună o operă scurtă pentru inițiativa ROH2 OperaShots, iar rezultatul a fost A Ring a lamp a thing după un libret scris de Caryl Churchill⁠(d).

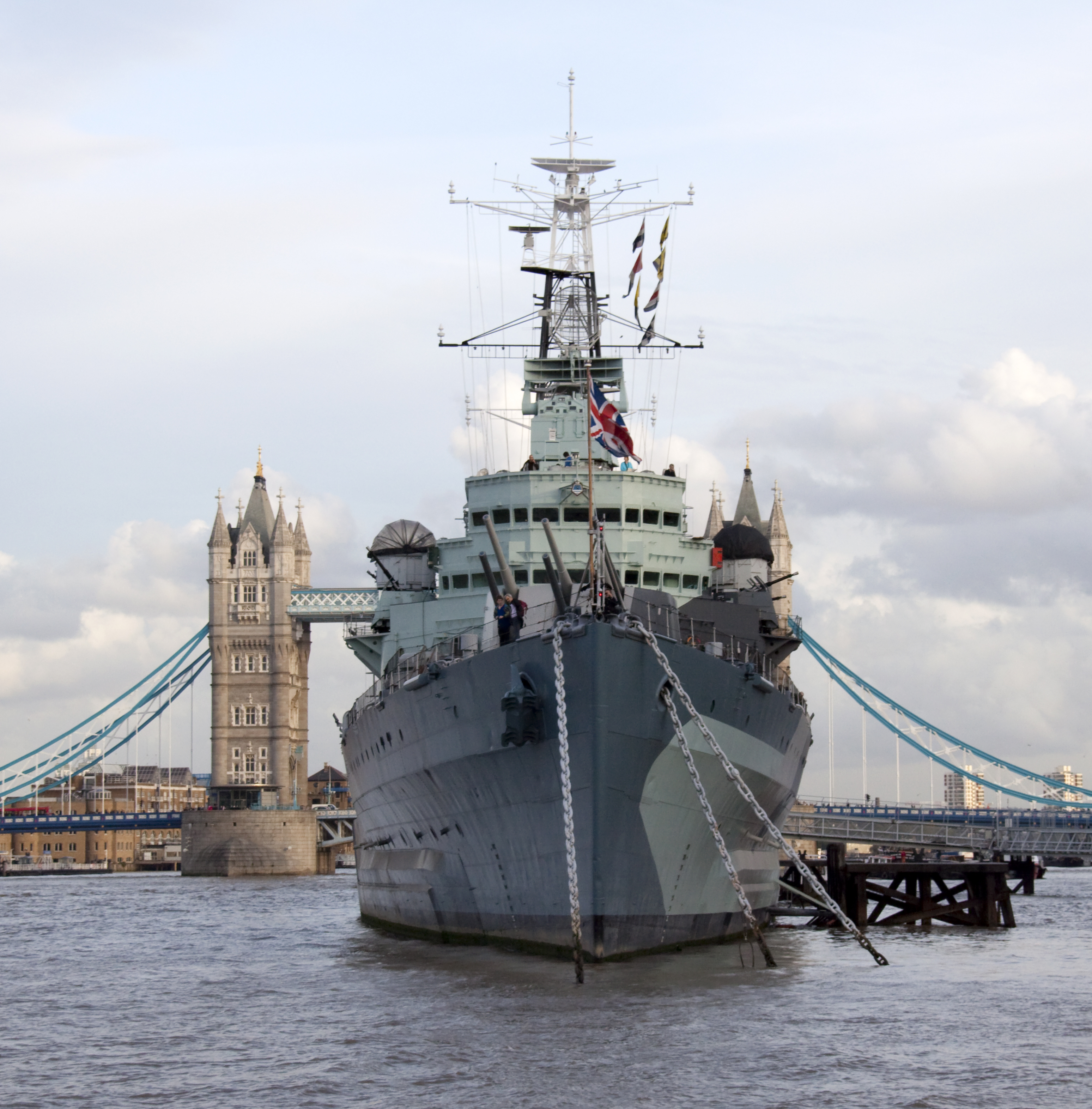
HMS Belfast a servit drept corp de sunet în compoziția XX Scharnhorst (2012)

În 2010, Turner Contemporary⁠(d) l-a angajat pe Gough să compună o lucrare pentru ceremoniile sale de deschidere, iar compoziția „The Red Volcano” pentru cor și orchestră a avut premiera mondială în aprilie 2011, sub bagheta dirijorului Anthony Castro. Gough a compus Transmission 2011 (2011) și XX Scharnhorst (2012), care au fost interpretate pe nava de război dezafectată HMS Belfast cu ocazia Festivalulului Thames din 2011 și 2012. În 2011, doi toboșari au interpretat Transmission pe HMS Belfast folosind vasul pentru unele părți ca instrument. Piesa este un duet în stil militar și durează aproximativ cinci minute. Premiera mondială a avut loc la 10 septembrie 2011, în cadrul Festivalului Thames 2011. În 2012, premiera mondială pentru XX Scharnhorst a fost interpretată pe HMS Belfast pe 8 septembrie 2012. Piesa este inspirată de Bătălia de la North Cape, în care nava germană Scharnhorst⁠(en)[traduceți] a fost scufundată de navele de război ale Marinei Regale Britanice, inclusiv HMS Belfast. Piesa este formată din șase părți (Leaving, Drill, Listening to the Ship, Lullaby, Battle și Aftermath) și a durat aproximativ 30 de minute, inclusiv scena de luptă de aproximativ cinci minute. La fel ca și în cazul piesei Transmission, HMS Belfast este folosit în XX Scharnhorst ca un instrument de percuție (Drill, Battle). Cântecele cântate de corul de femei sunt două cântece hibride. Primul se bazează pe „Wish Me Luck as You Wave Me Goodbye” al lui Gracie Fields⁠(d) și pe piesa rusă „Katyusha” (Leaving), în timp ce al doilea se bazează pe „White Cliffs of Dover” al Verei Lynn⁠(d) și pe un cântec de leagăn georgian „Nana” (Lullaby). Compozița include, de asemenea, două melodii germane: „Ich hab die Nacht geträumet” (Ascultând nava) și „Auf einem Seemannsgrab” (Aftermath). Spectacolul a fost interpretat de Bluebird Chorus, Deutscher Chor London⁠(d) (dir. Barbara Höfling) și un grup de percuționiști de la Guildhall School of Music and Drama, Royal Academy of Music, Royal College of Music, Trinity College of Music și a fost dirijat de Emma Barnard.
În anul 2013 Gough a lucrat cu Susannah Waters⁠(d) și Stephen Plaice⁠(d) la opera Imago pentru Festivalul de operă Glyndebourne.

## Compoziții (selecție)
- Raketensinfonie, 2009
- The Finnish Opera, 2007[14]
- Caryl Churchill⁠(d), Orlando Gough: Hotel: in a room anything can happen; 13 singers, 2 dancers, 3 instrumentalists and eight rooms in a hotel. Hern, Londra, 1997.